# Nicolas Mariot
Pour les articles homonymes, voir Mariot.
Nicolas Mariot né le 16 février 1970, est un politologue et historien français, directeur de recherche au CNRS.

## Recherche
Nicolas Mariot est directeur de recherche au CNRS (CNRS, centre européen de sociologie et de science politique - UMR 8209). Depuis 2013, il est habilité à diriger des recherches (HDR) universitaires (mémoires et thèses par exemple).
Ses travaux, pluridisciplinaires et transversaux, abordent des terrains variés (voyages présidentiels, histoire de la Shoah, Première Guerre mondiale...) qui permettent d'interroger la question des conditions sociales de l'adhésion et du conformisme.
Il a contribué à théoriser la pratique pluridisciplinaire de la " socio-histoire ".
Analysant les attestations délivrées pendant les confinements liés au Covid, il démontre que les Français ont globalement obéi aux injonctions du Gouvernement, faisant preuve d'une « forme de suivisme ».

### Revue
Depuis juin 2004, il est codirecteur de la rédaction de la revue Genèses, sciences sociales et histoire, dont il est par ailleurs rédacteur depuis 2001.
Il est aussi membre du comité de rédaction de la revue en ligne Lectures.

### Collectif
Il collabore régulièrement aux activités du Collectif de Recherche International et de Débat sur la Guerre de 1914-1918.

## Polémique sur la construction de la radicalisation
Début octobre 2017, il écrit dans le Libération des historiens un article qui propose de réfléchir à la construction familiale de deux radicalisations, celle du terroriste Mohammed Merah et celle d'un soldat de la Première Guerre mondiale « volontaire pour les premières lignes » Robert Hertz. Cet article provoque un tel débat polémique, que Mariot publie une mise au point trois jours plus tard dans laquelle il se dit « sincèrement désolé » et reconnaît que le choix du « cas Merah » était « sans doute inapproprié ».

## Ouvrages
- 2023 : Avec Théo Boulakia, L’attestation. Une expérience d’obéissance de masse, printemps 2020, Paris, Anamosa, 400 pages  (ISBN 978-2-38191-066-6)
- 2021 : Intellectuels empêchés, ou comment penser dans l'épreuve. Codirection avec Brigitte Gaïti, Paris, ENS éditions, 2021  (ISBN 979-1036203251)
- 2017 : Histoire d'un sacrifice. Robert, Alice et la guerre, Paris, Seuil
- 2013 : Tous unis dans la tranchée ? 1914-1918 les intellectuels rencontrent le peuple, Paris, Seuil Prix Lucien-Febvre 2014 de l'ALAC
- 2010 : Les Juifs de Lens face à la persécution, avec Claire Zalc, Paris, Éditions Odile Jacob  (ISBN 978-2738121752)
- 2009 : Pratiques et méthodes de la socio-histoire. Codirection, avec F. Buton, Paris, PUF, coll. Curapp, 217p.
- 2007 : C’est en marchant qu’on devient président. La République et ses chefs de l’État, 1848-2007, éditions Aux lieux d'être, coll. « Mondes contemporains »  (ISBN 978-2-916063-42-3).
- 2006 : Bains de foule. Les voyages présidentiels en province, 1888-2002, éditions Belin, coll. « Socio-histoires »  (ISBN 2-7011-4452-3).

## Distinctions
- 2007 : médaille de bronze du CNRS.
- 2014 : prix Lucien-Febvre de l'Association du livre et des auteurs comtois pour Tous unis dans la tranchée. 1914-1918 les intellectuels rencontrent le peuple.
- 2017 : prix de l'Académie française Maurice-Genevoix[8].